# Dimitar Evtimov
Dimitar Ivanov Evtimov (bolgárul: Димитър Евтимов; Sumen, 1993. szeptember 7. –) bolgár labdarúgókapus, az angol harmadosztályban érdekelt Burton Albion keretének tagja.

## Pályafutása
A labdarúgás alapjaival 7 évesen szülővárosának iskolájában ismerkedett meg és a város utánpótlás csapatában szerepelt egészen 15 éves koráig, amikor szüleivel a fővárosba költöztek.
A Levszki együttesénél próbálkozott, de a klub fejlődése érdekében beajánlotta Hriszto Sztoicskov Akadémiájára és így került a Csavdar Etropole csapatához, ahol serdülőként 17 és 19 évesen is bajnokságot nyert a klubbal.
Folyamatosan jó teljesítménye több neves európai klub (többek között a PSV Eindhoven, a Liverpool, a Celtic és a Rangers) érdeklődését is felkeltette. 2010-ben ugyan a Manchester United megszerezte játékjogát, azonban a munkavállalási engedélyt nem sikerült kiváltania.

### Nottingham Forest
2011. április 15-én a Nottingham Forest együtteséhez írt alá kétéves szerződést.
2013 márciusában az év újoncának választották a English Football League londoni rendezvényén.
A Leeds United elleni 2014. április 21-én megrendezett mérkőzésen debütálhatott a csapatban, ahol 10 percet kapott Gary Brazil vezetőedzőtől.
A csapat általában kölcsönjátékosként szerepelteti tapasztalatszerzés céljából, ennek ellenére 2015 júliusában egy újabb, 4 éves szerződést kötött a Vörösökkel.
2018. szeptember 3-án szerződést bontott csapatával és szabadlistára került.

### Burton Albion
2018. szeptember 14-én, egyhónapos szerződést írt alá a League One-ban szereplő Sörfőzők együtteséhez. Aláírását követően, a következő nap folyamán mutatkozott be a Sunderland ellen, ahol 2-1 arányban győzött csapata. Október 18-án újabb egy hónapra kötelezte el magát a klubhoz.

## Válogatott
Atanasz Atanaszov hívta be első alkalommal a 2011-es U19-es labdarúgó-Európa-bajnokságra készülő keretébe, ahol Szerbia, Írország, Oroszország és Bosznia-Hercegovina ellen is lehetőséget kapott. A selejtező sorozatban végül nem jártak sikerrel, de 2013-ban az U-21-esek csapatának állandó tagjává vált.